# Campeonato Mundial de Atletismo de 2017 - 200 m masculino
A competição dos 200 metros masculino, no Campeonato Mundial de Atletismo de 2017, foi realizada no Estádio Olímpico de Londres nos dias 7, 9 e 10 de agosto. Ramil Guliyev da Turquia levou a medalha de ouro. 

## Recordes
Antes da competição, os recordes eram os seguintes:
| Recorde mundial                               | Usain Bolt (JAM)       | 19.19 | Berlim, Alemanha         | 20 de agosto de 2009   |
| Recorde do campeonato                         | Usain Bolt (JAM)       | 19.19 | Berlim, Alemanha         | 20 de agosto de 2009   |
| Melhor marca do ano                           | Isaac Makwala (BOT)    | 19.77 | Madrid, Espanha          | 14 de julho de 2017    |
| Recorde africano                              | Frank Fredericks (NAM) | 19.68 | Atlanta, Estados Unidos  | 1 de agosto de 1996    |
| Recorde asiático                              | Femi Ogunode (QAT)     | 19.97 | Bruxelas, Bélgica        | 11 de setembro de 2015 |
| Recorde da América do Norte, Central e Caribe | Usain Bolt (JAM)       | 19.19 | Berlim, Alemanha         | 20 de agosto de 2009   |
| Recorde sul-americano                         | Alonso Edward (PAN)    | 19.81 | Berlim, Alemanha         | 20 de agosto de 2009   |
| Recorde europeu                               | Pietro Mennea (ITA)    | 19.72 | Cidade do México, México | 12 de setembro de 1979 |
| Recorde da Oceania                            | Peter Norman (AUS)     | 20.08 | Cidade do México, México | 16 de outubro de 1968  |

## Medalhistas
| Ouro                | Prata                   | Bronze                |
| Ramil Guliyev (TUR) | Wayde van Niekerk (RSA) | Jereem Richards (TTO) |

## Tempo de qualificação
| Tempo de qualificação |
| --------------------- |
| 20.44                 |

## Calendário
| Data                 | Horário | Fase          |
| -------------------- | ------- | ------------- |
| 7 de agosto de 2017  | 18:30   | Eliminatórias |
| 9 de agosto de 2017  | 20:55   | Semifinais    |
| 10 de agosto de 2017 | 21:50   | Final         |

Todos os horários estão no horário local (UTC+1)

## Resultados

### Eliminatórias
Qualificação: Três primeiros de cada bateria (Q) e os quatro melhores tempos (q) 
| Pos. | Série | Raia | Atleta                      | Nacionalidade                  | Tempo | Notas                |
| ---- | ----- | ---- | --------------------------- | ------------------------------ | ----- | -------------------- |
| 1    | 2     | 2    | Jereem Richards             | Trinidad e Tobago              | 20.05 | Q                    |
| 2    | 7     | 4    | Nethaneel Mitchell-Blake    | Grã-Bretanha                   | 20.08 | Q                    |
| 3    | 4     | 5    | Ramil Guliyev               | Turquia                        | 20.16 | Q                    |
| 4    | 3     | 7    | Wayde van Niekerk           | África do Sul                  | 20.16 | Q                    |
| 5    | 3     | 8    | Daniel Talbot               | Grã-Bretanha                   | 20.16 | Q,                   |
| 6    | 8     | 7    | Isaac Makwala               | Botswana                       | 20.20 | q                    |
| 7    | 6     | 8    | Isiah Young                 | Estados Unidos                 | 20.19 | Q                    |
| 8    | 4     | 2    | Ameer Webb                  | Estados Unidos                 | 20.22 | Q                    |
| 9    | 6     | 7    | Akani Simbine               | África do Sul                  | 20.26 | Q                    |
| 10   | 5     | 3    | Sydney Siame                | Zâmbia                         | 20.29 | Q,                   |
| 11   | 6     | 4    | Likourgos-Stefanos Tsakonas | Grécia                         | 20.37 | Q                    |
| 12   | 1     | 6    | Yohan Blake                 | Jamaica                        | 20.39 | Q                    |
| 13   | 4     | 4    | Christophe Lemaitre         | França                         | 20.40 | Q                    |
| 14   | 2     | 7    | Kyree King                  | Estados Unidos                 | 20.41 | Q                    |
| 15   | 6     | 6    | Zharnel Hughes              | Grã-Bretanha                   | 20.43 | q                    |
| 16   | 5     | 6    | Kyle Greaux                 | Trinidad e Tobago              | 20.48 | Q                    |
| 17   | 4     | 7    | Wilfried Koffi Hua          | Costa do Marfim                | 20.49 | q                    |
| 18   | 2     | 8    | Rasheed Dwyer               | Jamaica                        | 20.49 | Q                    |
| 19   | 1     | 8    | Abdul Hakim Sani Brown      | Japão                          | 20.52 | Q                    |
| 20   | 3     | 5    | Ján Volko                   | Eslováquia                     | 20.52 | Q                    |
| 21   | 1     | 7    | Alex Wilson                 | Suíça                          | 20.54 | Q                    |
| 22   | 4     | 3    | David Lima                  | Portugal                       | 20.54 | q                    |
| 23   | 1     | 3    | Serhiy Smelyk               | Ucrânia                        | 20.58 |                      |
| 24   | 7     | 3    | Shota Iizuka                | Japão                          | 20.58 | Q                    |
| 25   | 5     | 4    | Filippo Tortu               | Itália                         | 20.59 | Q                    |
| 26   | 2     | 6    | Jonathan Quarcoo            | Noruega                        | 20.60 |                      |
| 27   | 5     | 8    | Warren Weir                 | Jamaica                        | 20.60 |                      |
| 28   | 7     | 7    | Winston George              | Guiana                         | 20.61 | Q                    |
| 29   | 3     | 3    | Alonso Edward               | Panamá                         | 20.61 | Recorde da temporada |
| 30   | 6     | 3    | Ahmed Ali                   | Sudão                          | 20.64 |                      |
| 31   | 2     | 4    | Jeffrey John                | França                         | 20.66 |                      |
| 32   | 3     | 4    | Sibusiso Matsenjwa          | Essuatíni                      | 20.67 |                      |
| 33   | 2     | 5    | Mark Otieno Odhiambo        | Quênia                         | 20.74 |                      |
| 34   | 1     | 2    | Teray Smith                 | Bahamas                        | 20.77 |                      |
| 35   | 5     | 2    | Adama Jammeh                | Gâmbia                         | 20.79 |                      |
| 36   | 5     | 5    | Jeremy Dodson               | Samoa                          | 20.81 |                      |
| 37   | 3     | 2    | Aldemir da Silva Júnior     | Brasil                         | 20.82 |                      |
| 38   | 4     | 8    | Salem Eid Yaqoob            | Bahrein                        | 20.84 |                      |
| 39   | 1     | 5    | Bernardo Baloyes            | Colômbia                       | 20.86 |                      |
| 40   | 6     | 2    | Joseph Millar               | Nova Zelândia                  | 20.97 |                      |
| 41   | 3     | 6    | Burkheart Ellis, Jr.        | Barbados                       | 20.99 |                      |
| 42   | 6     | 5    | Fabrice Dabla               | Togo                           | 21.40 |                      |
| 43   | 1     | 4    | Mohamed Obaid Al-Saadi      | Omã                            | 21.50 |                      |
| 44   | 2     | 3    | Ifeanyichukwu Otuonye       | Turcas e Caicos                | 21.91 |                      |
| 45   | 7     | 2    | Muhd Noor Firdaus ar-Rasyid | Brunei                         | 22.36 |                      |
| 46   | 4     | 6    | Kabongo Mulumba             | República Democrática do Congo | 23.57 | Recorde da temporada |
| 47   | 7     | 5    | Aaron Brown                 | Canadá                         | DSQ   | R 163.3(a)           |
| 47   | 7     | 6    | Clarence Munyai             | África do Sul                  | DSQ   | R 163.3(a)           |
| 47   | 4     | 9    | Paul Nalau                  | Vanuatu                        | DSQ   | R 163.3(a)           |
| 50   | 7     | 8    | Julius Morris               | Monserrate                     | DNS   |                      |

### Semifinais
Qualificação: Dois primeiros de cada bateria (Q) e os dois melhores tempos (q). 
| Pos. | Série | Raia | Atleta                      | Nacionalidade     | Tempo | Notas |
| ---- | ----- | ---- | --------------------------- | ----------------- | ----- | ----- |
| 1    | 1     | 7    | Isiah Young                 | Estados Unidos    | 20.12 | Q     |
| 2    | 2     | 5    | Jereem Richards             | Trinidad e Tobago | 20.14 | Q     |
| 3    | 1     | 1    | Isaac Makwala               | Botswana          | 20.14 | Q     |
| 4    | 3     | 4    | Ramil Guliyev               | Turquia           | 20.17 | Q     |
| 5    | 1     | 5    | Nethaneel Mitchell-Blake    | Grã-Bretanha      | 20.19 | q     |
| 6    | 3     | 5    | Ameer Webb                  | Estados Unidos    | 20.22 | Q     |
| 7    | 3     | 6    | Wayde van Niekerk           | África do Sul     | 20.28 | q     |
| 8    | 3     | 8    | Christophe Lemaitre         | França            | 20.30 |       |
| 9    | 3     | 7    | Daniel Talbot               | Grã-Bretanha      | 20.38 |       |
| 10   | 2     | 9    | Abdul Hakim Sani Brown      | Japão             | 20.43 | Q     |
| 11   | 2     | 7    | Yohan Blake                 | Jamaica           | 20.52 |       |
| 12   | 2     | 6    | Sydney Siame                | Zâmbia            | 20.54 |       |
| 13   | 1     | 2    | David Lima                  | Portugal          | 20.56 |       |
| 14   | 2     | 4    | Kyree King                  | Estados Unidos    | 20.59 |       |
| 15   | 2     | 8    | Ján Volko                   | Eslováquia        | 20.61 |       |
| 16   | 1     | 8    | Shota Iizuka                | Japão             | 20.62 |       |
| 17   | 1     | 3    | Filippo Tortu               | Itália            | 20.62 |       |
| 18   | 1     | 4    | Akani Simbine               | África do Sul     | 20.62 |       |
| 19   | 1     | 6    | Kyle Greaux                 | Trinidad e Tobago | 20.65 |       |
| 20   | 1     | 9    | Rasheed Dwyer               | Jamaica           | 20.69 |       |
| 21   | 3     | 9    | Likourgos-Stefanos Tsakonas | Grécia            | 20.73 |       |
| 22   | 3     | 2    | Winston George              | Guiana            | 20.74 |       |
| 23   | 3     | 3    | Wilfried Koffi Hua          | Costa do Marfim   | 20.80 |       |
| 24   | 2     | 3    | Zharnel Hughes              | Grã-Bretanha      | 20.85 |       |
| 25   | 2     | 2    | Alex Wilson                 | Suíça             | 21.22 |       |

### Final
A final da prova ocorreu dia 10 de agosto às 21:50 com vento: - 0,1 m/s. 
| Pos.              | Raia | Atleta                   | Nacionalidade     | Tempo | Notas  |
| ----------------- | ---- | ------------------------ | ----------------- | ----- | ------ |
| Medalha de ouro   | 5    | Ramil Guliyev            | Turquia           | 20.09 |        |
| Medalha de prata  | 3    | Wayde van Niekerk        | África do Sul     | 20.11 | 20.106 |
| Medalha de bronze | 7    | Jereem Richards          | Trinidad e Tobago | 20.11 | 20.107 |
| 4                 | 2    | Nethaneel Mitchell-Blake | Grã-Bretanha      | 20.24 |        |
| 5                 | 9    | Ameer Webb               | Estados Unidos    | 20.26 |        |
| 6                 | 6    | Isaac Makwala            | Botswana          | 20.44 |        |
| 7                 | 8    | Abdul Hakim Sani Brown   | Japão             | 20.63 |        |
| 8                 | 4    | Isiah Young              | Estados Unidos    | 20.64 |        |

Legenda
| Recorde mundial       | Recorde mundial (World record)               |                       | Recorde africano                      | Recorde africano (African) |                                           | Q | Classificado por posição (Qualified) |
| Recorde do campeonato | Recorde do campeonato (Championship record)  | Recorde da América    | Recorde da América (Americas)         | q                          | Classificado por melhor tempo (Qualified) |   |                                      |
| Melhor marca do ano   | Melhor marca do ano (World leading)          | Recorde asiático      | Recorde asiático (Asian)              | DNS                        | Não largou (Did not start)                |   |                                      |
| Recorde nacional      | Recorde nacional (National record)           | Recorde europeu       | Recorde europeu (European)            | DNF                        | Não terminou (Did not finish)             |   |                                      |
| Recorde pessoal       | Recorde pessoal do atleta (Personal best)    | Recorde da Oceania    | Recorde da Oceania (Oceania)          | DSQ / DQ                   | Desclassificado (Disqualified)            |   |                                      |
| Recorde da temporada  | Recorde da temporada do atleta (Season best) | Recorde sul-americano | Recorde sul-americano (South America) | NM                         | Sem marca (No mark)                       |   |                                      |